# Melanagromyza lividula
Melanagromyza lividula este o specie de muște din genul Melanagromyza, familia Agromyzidae, descrisă de Mitsuhiro Sasakawa în anul 1963. Conform Catalogue of Life specia Melanagromyza lividula nu are subspecii cunoscute.